# 대한민국 해군대학
대한민국 해군대학은 (海軍大學)은 대한민국 해군 및 해병대 고위장교의 지휘관 및 참모로서의 자질 함양을 위한 고등군사교육을 담당하는 군사 교육 기관이다. 1955년 7월 1일 창설되었다.
2011년 12월 1일부로 육·해·공 3군 대학이 합동군사대학교로 통합되었으나, 2020년 12월 1일에 해군본부 예하로 해군대학이 환원되어 재창설되었다.

## 교과 과정
대한민국 해군 및 해병대의 대위급 이상 장교의 지휘관으로서의 자질을 함양하는 교육 과정을 진행한다.
- 대학과정
  - 대상 : 소령급 장교
  - 목표 : 전략적 · 창의적 사고 함양

- 고급군사반 과정
  - 대상 : 전투병과 대위급 장교
  - 목표 : 초급지휘관과 참모 임무수행

- 행정고급관 과정
  - 대상 : 군무원(5급 진급자)
  - 목표 : 직무수행 전문성 구비

- 중/대령 진급자 과정
  - 대상 : 중/대령 진급 예정자
  - 목표 : 지도력 배양과 사명감 고취

- 정책부서 보직전과정
  - 대상 : 대외부서 보직 예정자(영관급 장교)
  - 목표 : 대외부대 근무에 필요한 배경지식 습득

- 전/연대장 과정
  - 대상 : 전/연대장 보직 예정자
  - 목표 : 지휘관 임무수행

- 주부대학